# マジェンタ
マジェンタ（イタリア語: Magenta）は、イタリア共和国ロンバルディア州ミラノ県にある、人口約2万4000人の基礎自治体（コムーネ）。
ミラノから西へ約25km、ティチーノ川左岸（東岸）に位置する。第二次イタリア独立戦争中の1859年には、当地でマジェンタの戦いが行われた。「マゼンタ」という染料とその色の名は、この地名に由来する。

## 地理

### 位置・広がり
ミラノ県西部のコムーネ。ミラノから西へ23km、ヴァレーゼから南へ40km、ノヴァーラから東へ21kmの距離にある。ミラノの衛星都市。

#### 隣接コムーネ
隣接するコムーネは以下の通り。括弧内のNOはノヴァーラ県 所属を示す。
- ボッファローラ・ソプラ・ティチーノ
- チェラーノ (NO)
- コルベッタ
- マルカッロ・コン・カゾーネ
- ロベッコ・スル・ナヴィーリオ
- サント・ステーファノ・ティチーノ
- トレカーテ (NO)

### 地形・地勢
- 河川：ティチーノ川

### 地震分類
イタリアの地震リスク階級 (it) では、4 に分類される
。

## 歴史
古代の「Galli Insubri」(ロンバルディア・ガリア)の中心。街の起源はローマ時代にあると考えられている。4世紀初頭、ローマ皇帝マクセンティウスがこの地に司令部を置いた。マジェンタの地名は「マクセンティウスの野営」を意味するCastra Maxentiaから来ている。

### マジェンタの戦い
マジェンタは、第二次イタリア独立戦争中の1859年6月4日に行われた戦闘（マジェンタの戦い）で特に有名である。
ピエモンテとフランスの連合軍、対するはオーストリア＝ハンガリー軍で、戦闘はフランス・ピエモンテが勝利し、ロンバルディア征服の道筋となった。
この戦いから間もなく、フランスの化学者によって発明された赤色アニリン染料は、戦勝を記念して「マジェンタ（マゼンタ）」と呼ばれるようになった

## 産業
アルコール工業、絹織物業、家具製造業が立地する。

## 姉妹都市
- Magenta、フランス
- Sant'Anna di Stazzema、イタリア

## 人物

### おもな出身者
- カルロ・ポンティ -  20世紀の映画プロデューサー